# 瑞蔼堂
瑞蔼堂，位于苏州市吴中区东山镇翁巷殿新村，原为席姓旧宅，建于明代，前后三进，依次为门屋、大厅和住楼。现存住楼以及砖雕门楼与砖雕影壁。1982年3月25日列为第三批江苏省文物保护单位.